# Tažná tyč

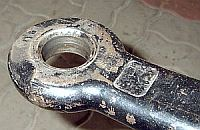
Oko tažné tyče pro nákladní vozidla

Tažná tyč je ocelová tyč opatřená na obou koncích okem pro zaháknutí do tažného úchytu vozidla. Pomocí tyče je nepojízdné vozidlo taženo. Používá se pro odtah vozidla v případě nehody nebo poruchy, při absenci hnacího motoru a pro manévrování a ve výjimečných případech i k pomoci v obtížných podmínkách (větší svah, obtížný terén).
Hlavní výhodou tažné tyče oproti tažnému lanu je významné snížení rizika nehody při tažení, lepší přenos síly a možnost přenosu síly při brzdění. Mimoto poskytuje rovnoměrnější zrychlení, což je výhodou zejména pro nezkušené řidiče. Tyč také zabraňuje nepříjemnému trhnutí a z něj plynoucího opotřebení vozidel. Taktéž je vhodná pro manévrování, například zatlačení vozidla dozadu, v dílnách a opravnách.
Tažné tyče jsou používány také v cykloturistice jako prostředek pro nenásilné tažení dětí, kdy je tato tažná tyč pomocí kloubového spoje uchycena k rámu (sedlové tyči) kola rodiče a druhý konec je objímkou a bajonetem spojen s rámem dětského kola v části hlavového složení. Díky tyči je přední kolo taženého jedince ve vzduchu a dítě je taženo rodičem.